# Puget-Théniers
Puget-Théniers település Franciaországban, Alpes-Maritimes megyében. Lakosainak száma 1803 fő (2022. január 1.). Puget-Théniers Entrevaux, Auvare, La Croix-sur-Roudoule, La Penne, Puget-Rostang, Rigaud és Touët-sur-Var községekkel határos.

## Népesség
A település népességének változása:
| Lakosok száma | 1488 | 1446 | 1703 | 1836 | 1861 | 1898 | 1880 | 1840 | 1826 | 1803 |
|               | 1968 | 1982 | 1990 | 2006 | 2013 | 2015 | 2017 | 2019 | 2020 | 2022 |